# Astkreuz

Astkreuz

Das Astkreuz hat seinen Namen von den baumförmigen Balken die mit Aststümpfen versehen sind. Die Kreuzform ist meistens die eines Lateinischen Kreuzes, es sind jedoch auch solche mit Gabelkreuzen anzutreffen, die als Astkreuz ausgeführt sind. Am häufigsten wurde diese Kreuzform in der Gotik verwendet, so zum Beispiel in der Wiener Minoritenkirche (1275) und im Hildesheimer Dom (1015). Das Astkreuz stellt die Assoziation mit dem „Baum des Lebens“ (Paradies), d. h. mit dem ewigen Leben selbst her. Im 19. Jahrhundert wurde das Astkreuz oft mit Wein- oder Efeulaub umrundet ausgeführt.
In der Heraldik kann es als gemeine Figur oder als Heroldsbild verwendet werden. Das schräggelegte Astkreuz wird zum Astschragen. Diese besondere Form wird dann Burgunderkreuz genannt.